# Franco Vázquez
Franco Damián Vázquez (Tanti, Córdoba, Argentina, 22 de febrero de 1989) es un futbolista italo-argentino. Juega de centrocampista en el U. S. Cremonese de la Serie A de Italia. 
Inicialmente fue internacional absoluto con la selección italiana, aunque desde septiembre de 2018 ha representado a la selección argentina.

## Trayectoria

### Barrio Parque
Con apenas 16 años integró el plantel de Barrio Parque, equipo de la Liga Cordobesa de Fútbol que consiguió el ascenso a la Primera A de dicha liga.

### Belgrano
En el año 2005 pasó a ser jugador del Club Atlético Belgrano, en donde debutó como titular en el equipo el 17 de septiembre de 2007 ante Unión de Santa Fe con 18 años de edad.
Para la temporada siguiente, la Primera B Nacional 2008-09 Belgrano terminaría el campeonato en el segundo lugar, teniendo que enfrentarse por la promoción a Rosario Central, a pesar de que el equipo cordobés tuvo una buena actuación no logró el deseado ascenso. En ese equipo Franco Vázquez empezaba a ser figura.
En la temporada Primera B Nacional 2009-10 Belgrano terminó el campeonato sexto. El Parma F. C. vino en busca de él, pero el pase se frustró por inconvenientes contractuales.
En la temporada Primera B Nacional 2010-11, Vázquez convirtió 7 goles pero ayudó desde la creación para que el Celeste consiguiera 53 tantos en 38 partidos, la mejor marca desde la campaña 1999-2000. Fue protagonista en el ascenso de 2011, con grandes actuaciones en los dos partidos de promoción frente a River Plate. Lo que despertó el interés de clubes nacionales e internacionales en el mercado de pases por su condiciones técnicas. Se destacó en la temporada su visión de juego, habilidad, pegada. Se puede decir que en esa temporada Franco explotó futbolísticamente, todos los medios periodísticos lo empezaron a nombrar como una figura actual y en proyección. 
En el campeonato de Primera División, se adaptó rápidamente al nivel de juego que se impone en la categoría teniendo magníficas actuaciones. Fue uno de los mejores jugadores del torneo en un Belgrano encumbrado en los primeros puestos (subcampeonato). Franco Vázquez fue el conductor de una campaña histórica para el Pirata. Marcó 3 goles y muchas asistencias.
Su primer gol oficial en el equipo fue el 28 de mayo de 2009 ante Atlético de Rafaela en un partido correspondiente a la B Nacional. Belgrano empezó perdiendo contra Atlético, pero el celeste en los últimos 4 minutos empezaría a hacer una remontada increíble. Con gol de Marcelo Berza a los 42 minutos se empataba el partido, y en el último minuto de suplemento, por un contrataque de Belgrano, Andrés Soriano le da un pase al Mudo Vázquez. Franco había entrado unos minutos antes para cambiar el juego del partido. Al recibir la pelota avanzó y definió con un toque sutil a un costado del arquero del conjunto rafaelino, Darío Capogrosso. Mientras que su primer gol en la máxima categoría del fútbol argentino fue el 17 de agosto de 2011 ante Olimpo por la segunda fecha en Alberdi. Disparó desde afuera del área luego de dejar dos jugadores rivales en el camino.
Por la fecha 36 de la Primera B Nacional el equipo cordobés jugaba contra el Club Social y Deportivo Defensa y Justicia, en ese partido "El Mudo" anotó de derecha y desde afuera del área en el minuto 90 el tercero y definitivo gol de Belgrano. Además el enganche había dado una asistencia para otro de los goles cordobeses. Con su gran actuación el Club Atlético Belgrano logró clasificarse para jugar la promoción nada más ni menos que contra el Club Atlético River Plate. El gol ante el mencionado Rafaela, y uno de cabeza ante Patronato de Paraná fue de gran valía para que Belgrano se consolide en los puestos altos del torneo. A pesar de haber estado instalado en el banco de suplentes algunos partidos, sus actuaciones ya habían llamado la atención de clubes europeos. Uno de ellos fue el Pafrma F. C., que ofreció 500 mil euros por la totalidad de su ficha, sin embargo, un conflicto entre su representante (Juan Berros) y el club italiano frustraron el pase por las diferencias en el tiempo de pago. Así que tuvo que tomarse nuevamente el avión y volverse a Córdoba.
Entre idas y vueltas hubo una bajada de tono, un entendimiento a la causa y los intereses de todos aflojaron: Belgrano tendrá al jugador hasta fin de año, tal cual lo quería Pérez y el mismo Vázquez; y Palermo aceptó esa situación sabiendo que Belgrano no puede contratar un futbolista en su reemplazo en este momento porque el libro de pases está cerrado. Públicamente trascendió que Vázquez se irá a cambio de 6 millones de dólares, libre de impuestos y del 15 por ciento, número que abonará el elenco de Sicilia. Además, al Celeste le quedaría un pequeño porcentaje de una futura venta. Fue ante Arsenal de Sarandí en el Gigante de Alberdi en la última fecha del Torneo Apertura 12 y en su último partido defendiendo los colores de Belgrano. No solo que anotó para la victoria del equipo, sino que también recibió la ovación de toda la hinchada pirata, en un clima triunfante porque Belgrano cerraría una campaña de 31 puntos en la primera.

### Palermo
El 30 de agosto de 2011 firmó un contrato por 5 años y medio con el club siciliano Unione Sportiva Città di Palermo. El valor de la operación fue de 6 millones de euros y la cláusula de rescisión está tasada en 20 millones. Arribará al club italiano a fines de diciembre, ya que el Torneo Apertura 2011 ha culminado, torneo en el que registró grandes actuaciones, a tal punto que fue una de las figuras de la competencia. Por no ser tenido en cuenta en el Palermo, es transferido a préstamo al Rayo Vallecano.

### Rayo Vallecano
En el verano boreal de 2012 se anunció la cesión del jugador al Rayo Vallecano, donde disputará la temporada 2012-013 en la Primera División. El 20 de diciembre marcó su primer gol con la camiseta del Rayo Vallecano en la victoria 3 a 0 ante Levante. El 19 de mayo de 2013 convirtió su segundo gol, fue un remate con la izquierda desde muy cerca al centro de la portería, jugó los 90 minutos en la victoria del Rayo Vallecano 3-2 al Levante U. D.
En total marcó 3 goles en 800 minutos que jugó con el equipo madrileño.

### Parma Calcio 1913
Llegó libre al Parma procedente del Sevilla F. C. obteniendo el dorsal número 10 y firmando contrato con el club hasta junio de 2023.

## Selección nacional

### Selección italiana (2015)
Al tener doble nacionalidad, inicialmente tuvo la posibilidad de jugar tanto por la selección argentina o por la selección italiana. Recibió su primera convocatoria a una selección por parte del entonces entrenador de la azzurra, Antonio Conte, quien lo llamó para disputar la doble fecha FIFA del mes de marzo de 2015. Debutó con la selección italiana ante Inglaterra, ingresando a los 15' del segundo tiempo, y luego jugaría el segundo encuentro de la fecha ante Portugal, luciendo la dorsal 10 en ambos cotejos. Sin embargo, Conte no lo convocaría para la Eurocopa 2016, y no recibiría ninguna citación a la azzurra tras dicho certamen; sus chances de retornar quedarían selladas luego de que la azzurra fallara en sus intentos de clasificar a la Copa Mundial de Fútbol de 2018, ya que el DT que asumiera luego de tales sucesos, Roberto Mancini, no contaría con él.

### Selección argentina (2018)
En 2017 comenzó a entrar en la órbita de la albiceleste, llamando la atención del entonces director técnico de la selección argentina, Edgardo "Patón" Bauza, aunque recibiría su primera citación a la celeste y blanca un año después, en septiembre de 2018 por parte del entrenador interino, Lionel Scaloni. Al no haber disputado partidos oficiales con la selección italiana, recibió la aprobación en conjunto de la Asociación del Fútbol Argentino (AFA) y la FIFA para representar al conjunto nacional, luego de que el jugador expresara su voluntad de representar a su país de origen. Realizó su debut con la escuadra argentina en el primer encuentro de la fecha contra Guatemala, donde la albiceleste ganaría el cotejo ante los guatemaltecos por 3-0. Luego disputaría su segundo partido con la selección nacional en octubre ante Irak, donde los albicelestes fueron triunfantes por una goleada 4-0 sobre los iraquíes. En noviembre disputó su tercer cotejo con la celeste y blanca contra México, donde Argentina nuevamente lograría imponerse en el resultado, por 2-0.

## Estadísticas

### Clubes
Actualizado de acuerdo al último partido jugado el 20 de agosto de 2025.
| Club                       | Div.          | Temporada     | Liga  | Liga  | Liga   | Copas nacionales | Copas nacionales | Copas nacionales | Copas internacionales | Copas internacionales | Copas internacionales | Total | Total | Total  |
| Club                       | Div.          | Temporada     | Part. | Goles | Asist. | Part.            | Goles            | Asist.           | Part.                 | Goles                 | Asist.                | Part. | Goles | Asist. |
| -------------------------- | ------------- | ------------- | ----- | ----- | ------ | ---------------- | ---------------- | ---------------- | --------------------- | --------------------- | --------------------- | ----- | ----- | ------ |
| C. A. Belgrano Argentina   | 2.ª           | 2008-09       | 17    | 1     | 0      | —                | —                | —                | —                     | —                     | —                     | 17    | 1     | 0      |
| C. A. Belgrano Argentina   | 2.ª           | 2009-10       | 31    | 4     | 0      | —                | —                | —                | —                     | —                     | —                     | 31    | 4     | 0      |
| C. A. Belgrano Argentina   | 2.ª           | 2010-11       | 32    | 7     | 1      | —                | —                | —                | —                     | —                     | —                     | 32    | 7     | 1      |
| C. A. Belgrano Argentina   | 1.ª           | 2011-12       | 18    | 3     | 3      | —                | —                | —                | —                     | —                     | —                     | 18    | 3     | 3      |
| C. A. Belgrano Argentina   | Total club    | Total club    | 98    | 15    | 4      | 0                | 0                | 0                | 0                     | 0                     | 0                     | 98    | 15    | 4      |
| U. S. Palermo · Italia     | 1.ª           | 2011-12       | 14    | 0     | 0      | —                | —                | —                | —                     | —                     | —                     | 14    | 0     | 0      |
| U. S. Palermo · Italia     | 2.ª           | 2013-14       | 18    | 4     | 5      | 1                | 0                | 0                | —                     | —                     | —                     | 19    | 4     | 5      |
| U. S. Palermo · Italia     | 1.ª           | 2014-15       | 37    | 10    | 11     | 1                | 0                | 0                | —                     | —                     | —                     | 38    | 10    | 11     |
| U. S. Palermo · Italia     | 1.ª           | 2015-16       | 36    | 8     | 5      | 2                | 0                | 0                | —                     | —                     | —                     | 38    | 8     | 5      |
| U. S. Palermo · Italia     | Total club    | Total club    | 105   | 22    | 21     | 4                | 0                | 0                | 0                     | 0                     | 0                     | 109   | 22    | 21     |
| Rayo Vallecano · España    | 1.ª           | 2012-13       | 18    | 3     | 0      | 1                | 0                | 0                | —                     | —                     | —                     | 19    | 3     | 0      |
| Rayo Vallecano · España    | Total club    | Total club    | 18    | 3     | 0      | 1                | 0                | 0                | 0                     | 0                     | 0                     | 19    | 3     | 0      |
| Sevilla F. C. · España     | 1.ª           | 2016-17       | 30    | 7     | 2      | 2                | 0                | 0                | 6                     | 1                     | 1                     | 38    | 8     | 3      |
| Sevilla F. C. · España     | 1.ª           | 2017-18       | 30    | 4     | 6      | 7                | 1                | 1                | 7                     | 0                     | 1                     | 44    | 5     | 8      |
| Sevilla F. C. · España     | 1.ª           | 2018-19       | 34    | 3     | 4      | 6                | 0                | 1                | 12                    | 3                     | 2                     | 52    | 6     | 7      |
| Sevilla F. C. · España     | 1.ª           | 2019-20       | 31    | 3     | 0      | 1                | 1                | 0                | 10                    | 2                     | 1                     | 42    | 6     | 1      |
| Sevilla F. C. · España     | 1.ª           | 2020-21       | 15    | 1     | 0      | 2                | 0                | 0                | 5                     | 0                     | 0                     | 22    | 1     | 0      |
| Sevilla F. C. · España     | Total club    | Total club    | 140   | 18    | 12     | 18               | 2                | 2                | 40                    | 6                     | 5                     | 198   | 26    | 19     |
| Parma Calcio 1913 · Italia | 2.ª           | 2021-22       | 34    | 14    | 4      | 1                | 0                | 0                | —                     | —                     | —                     | 35    | 14    | 4      |
| Parma Calcio 1913 · Italia | 2.ª           | 2022-23       | 38    | 11    | 6      | 2                | 0                | 0                | —                     | —                     | —                     | 40    | 11    | 6      |
| Parma Calcio 1913 · Italia | Total club    | Total club    | 72    | 25    | 10     | 3                | 0                | 0                | 0                     | 0                     | 0                     | 75    | 25    | 10     |
| U. S. Cremonese · Italia   | 2.ª           | 2023-24       | 39    | 4     | 7      | 2                | 1                | 0                | —                     | —                     | —                     | 41    | 5     | 7      |
| U. S. Cremonese · Italia   | 2.ª           | 2024-25       | 31    | 9     | 5      | 2                | 0                | 0                | —                     | —                     | —                     | 33    | 9     | 5      |
| U. S. Cremonese · Italia   | 1.ª           | 2025-26       | 0     | 0     | 0      | 1                | 0                | 0                | —                     | —                     | —                     | 1     | 0     | 0      |
| U. S. Cremonese · Italia   | Total club    | Total club    | 70    | 13    | 12     | 5                | 1                | 0                | 0                     | 0                     | 0                     | 75    | 14    | 12     |
| Total carrera              | Total carrera | Total carrera | 503   | 96    | 59     | 31               | 3                | 2                | 40                    | 6                     | 5                     | 574   | 105   | 66     |
| 1. 2.                      |               |               |       |       |        |                  |                  |                  |                       |                       |                       |       |       |        |

### Selecciones nacionales
Actualizado de acuerdo al último partido jugado el 3 de junio de 2018.
| Selección          | Año               | Amistosos | Amistosos | Amistosos | Eliminatorias | Eliminatorias | Eliminatorias | Continental | Continental | Continental | Mundial | Mundial | Mundial | Total | Total | Total  |
| Selección          | Año               | Part.     | Goles     | Asist.    | Part.         | Goles         | Asist.        | Part.       | Goles       | Asist.      | Part.   | Goles   | Asist.  | Part. | Goles | Asist. |
| ------------------ | ----------------- | --------- | --------- | --------- | ------------- | ------------- | ------------- | ----------- | ----------- | ----------- | ------- | ------- | ------- | ----- | ----- | ------ |
| Absoluta · Italia  | 2015              | 2         | 0         | 0         | —             | —             | —             | —           | —           | —           | —       | —       | —       | 2     | 0     | 0      |
| Absoluta · Italia  | Total             | 2         | 0         | 0         | 0             | 0             | 0             | 0           | 0           | 0           | 0       | 0       | 0       | 2     | 0     | 0      |
| Absoluta Argentina | 2018              | 3         | 0         | 0         | —             | —             | —             | —           | —           | —           | —       | —       | —       | 3     | 0     | 0      |
| Absoluta Argentina | Total             | 3         | 0         | 0         | 0             | 0             | 0             | 0           | 0           | 0           | 0       | 0       | 0       | 3     | 0     | 0      |
| Total selecciones  | Total selecciones | 5         | 0         | 0         | 0             | 0             | 0             | 0           | 0           | 0           | 0       | 0       | 0       | 5     | 0     | 0      |

### Resumen estadístico
| Torneo                  | Part. | Goles | Asist. |
| ----------------------- | ----- | ----- | ------ |
| Liga                    | 503   | 96    | 59     |
| Copas nacionales        | 30    | 3     | 2      |
| Torneos internacionales | 40    | 6     | 5      |
| Selecciones             | 5     | 0     | 0      |
| Total                   | 578   | 105   | 66     |

## Palmarés

### Títulos nacionales
| Título  | Club          | País   | Año     |
| ------- | ------------- | ------ | ------- |
| Serie B | U. S. Palermo | Italia | 2013-14 |

### Títulos internacionales
| Título                 | Club          | Sede     | Año     |
| ---------------------- | ------------- | -------- | ------- |
| Liga Europa de la UEFA | Sevilla F. C. | Alemania | 2019-20 |

### Distinciones individuales
| Distinción               | Año     |
| ------------------------ | ------- |
| Máximo Asistidor Serie A | 2014-15 |

## Vida privada
En diciembre de 2019 se ha casado con Agostina Moroni, con quien vivía como pareja desde los años que estuvo jugando en el Palermo. Ambos tienen nacionalidad argentina e italiana. Su esposa es monitora de yoga, vegana y amante de la cocina natural y vegana.
Franco Vázquez mantiene una estrecha amistad con la estrella argentina Paulo Dybala con quién coincidió en el Palermo.
Su madre es italiana, lo que le permitió a Vázquez obtener la nacionalidad de dicho país. Tiene dos hermanos, Federico y Nicolás, y ambos son jugadores del Atlético Carlos Paz.
Vázquez admira a jugadores como Juan Román Riquelme, Kaká, Zidane, entre otros.
Es hincha del Club Atlético Vélez Sarsfield.

### Apodo
Su sobrenombre de “Mudo” se debe a su poca disposición a entablar conversaciones con sus compañeros, su reluctancia a los micrófonos y por su personalidad tranquila. También se lo nombra como Pachorra, puesto por sus compañeros de Barrio Parque, o "Il Fantasista", como lo apodan en Italia.